# کرسپینوو
کرسپینوو (به لهستانی:  Kryspinów) یک روستا در لهستان است که در گمینا لیشکی واقع شده‌است.
 کرسپینوو  ۱٬۳۶۰ نفر جمعیت دارد.